# فريكسون إيراسو
فريكسون إيراسو (بالإسبانية: Frickson Erazo) (و. 5 مايو 1988)، هو لاعب كرة قدم إكوادوري في مركز مدافع.

## روابط خارجية
- فريكسون إيراسو على موقع الاتحاد الدولي (مؤرشف)  (الإنجليزية)
- فريكسون إيراسو على موقع قاعدة بيانات كرة القدم.إي يو (الإنجليزية)
- فريكسون إيراسو على موقع ناشيونال فوتبول تيمز (الإنجليزية)
- فريكسون إيراسو على موقع Soccerway.com (الإنجليزية)
- فريكسون إيراسو على موقع عالم كرة القدم.نت (الإنجليزية)
- فريكسون إيراسو على موقع AS.com (الإسبانية)